# Pico Coppens
Hippoliet "Pico" Coppens is een personage uit de televisiereeks F.C. De Kampioenen. Pico werd gespeeld door Walter Michiels. Hij was een vast personage van 1990 tot 1993 (van reeks 1 tot en met reeks 4). De naam van het personage is een samensmelting van twee topschutters uit de Belgische voetbalcompetitie, met name Hypoliet van den Bosch (topschutter in 1954) en Rik Coppens (topschutter in 1953 en 1955).

## Personage
Pico Coppens, zijn officiële naam is Hippoliet was de man van Doortje en de vader van Billie. Hij gaf les in de plaatselijke technische school, het TIV. Als bijverdienste herstelde hij televisietoestellen, tot ergernis van Doortje, want hun appartement stond vaak vol met tv's. Hij was de beste vriend van Xavier Waterslaeghers. Samen haalden ze veel kattenkwaad uit.
Pico was ook lid van een politieke partij: eerst Ons Belang (1990-1991) en daarna van A.V.D. In het dorp waardoor hij geregeld in aanvaring kwam met Boma, die lid was van Gemeentebelangen.
Bij De Kampioenen speelde Pico als spits, met het nummer 10. Hij is een van de beste spelers die ooit voor de club speelde. In 1990 kreeg hij een aanbod om bij een club in eerste provinciale te gaan spelen, maar door toedoen van Bieke en Xavier trok de voetbalmakelaar zijn bod in.
Pico stond erom bekend dat hij graag flirtte met andere vrouwen. Zo leek het af en toe alsof hij een oogje had op Bieke. Zijn eerste lief was Sabine, het nichtje van Pascale. Toen hij zijn legerdienst deed, was hij al samen met Doortje.
Pico verliet Doortje in 1993 omdat hij een relatie begon met een collega, Ria De Stekker. Ook in 1992 was hij al opvallend aan het flirten met haar tijdens een schoolbal, wat tot een tijdelijke breuk tussen hem en Doortje leidde. Na zijn scheiding met Doortje is hij opgestapt bij De Kampioenen en lijkt hij ook alle contact verbroken te hebben met zijn toenmalige vrienden.
Na zijn vertrek wordt hij meerdere malen vermeld in de reeks.
Twee keer door Carmen in de aflevering De nieuwe start (aflevering 1, seizoen 5) en Zwarte liefde (aflevering 9, seizoen 7), door Pascale in Het aanzoek (aflevering 3, seizoen 10) en door Boma in Gebuisd (aflevering 5, seizoen 12).
Walter Michiels verscheen wel nog één keer op televisie: in 1999 tijdens een aflevering van 10 jaar Kampioen, toen Johny Voners te gast was.

## Familie
- Pico was vier jaar getrouwd met Doortje Van Hoeck. Zij scheidden in 1993.
- In 1992 kregen hij en Doortje een zoon: Billie Coppens.
- Verder worden er nooit familieleden van Pico getoond. Alleen in aflevering vijf van seizoen 1 zegt hij tegen Doortje: Kom Doortje, we moeten gaan eten bij ons ma. Over andere familieleden wordt nooit gesproken.

## Uiterlijke kenmerken
- Blond haar, lijkt op het haar van Jommeke
- Groot
- Mager

## Trivia
- Peter Van Asbroeck kreeg de rol van Pico aangeboden. Doordat hij toen die periode in het ziekenhuis lag, ging het voor hem niet door.[3]
- In de serie verliet Pico Coppens Doortje om een relatie aan te gaan met een collega, Ria De Stekker. De werkelijke reden dat Pico uit de serie verdween was omdat Walter Michiels werd ontslagen wegens dronkenschap op de set en verstoring van de opnames.[4][5]
- Walter Michiels (Pico) en Ann Tuts (Doortje) waren ook in het echte leven een koppel.
- De oranje jas die Pico draagt vanaf seizoen 3, behoorde later tot de garderobe van Marc Vertongen.